# Los Angeles Rams 1985

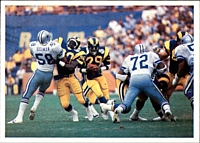
La gara dei playoff 1985-1986 contro i Dallas Cowboys

La stagione 1985 dei Los Angeles Rams è stata la 47ª della franchigia nella National Football League e la 39ª a Los Angeles La squadra giunse fino alla finale di conference ma fu sconfitta dai Chicago Bears futuri vincitori del Super Bowl XX senza segnare alcun punto. Eric Dickerson corse 1.234 yard pur avendo saltato le prime due partite per una disputa contrattuale. Anche se per la prima volta non fu convocato per il Pro Bowl, nella post-season corse un record dei playoff di 248 yard contro i Dallas Cowboys. Fu l'ultimo titolo di division per la squadra sino al 1999

## Scelte nel Draft 1985
| Scelte dei Rams nel Draft 1985 |        |              |       |            |
| Giro                           | Scelta | Giocatore    | Ruolo | College    |
| 1                              | 21     | Jerry Gray   | CB    | Texas      |
| 2                              | 50     | Chuck Scott  | WR    | Vanderbilt |
| 3                              | 77     | Dale Hatcher | P     | Clemson    |
| 5                              | 113    | Kevin Greene | OLB   | Auburn     |
| 6                              | 161    | Mike Young   | WR    | UCLA       |

## Roster
| Roster dei Los Angeles Rams nel 1985 |
| --- |
| Quarterback - 5 Dieter Brock - 8 Steve Dils - 9 Jeff Kemp Running Back - 31 Lynn Cain - 29 Eric Dickerson - 44 Mike Guman - 30 Barry Redden - 33 Charles White Wide Receiver - 89 Ron Brown - 82 Bobby Duckworth - 80 Henry Ellard - 88 Mike Young Tight End - 86 Mike Barber - 81 David Hill - 85 Tony Hunter Offensive Linemen - 62 Bill Bain T - 60 Dennis Harrah G - 72 Kent Hill G - 75 Irv Pankey T - 78 Jackie Slater T - 56 Doug Smith C Defensive Linemen - 70 Charles DeJurnett DT - 71 Reggie Doss DE - 69 Greg Meisner DE - 93 Doug Reed DE Linebacker - 90 Ed Brady - 50 Jim Collins - 55 Carl Ekern - 57 Jim Laughlin - 91 Kevin Greene - 59 Mark Jerue - 51 Norwood Vann - 54 Mike Wilcher Defensive Back - 21 Nolan Cromwell FS - 25 Jerry Gray SS - 27 Gary Green CB - 47 LeRoy Irvin CB - 20 Johnnie Johnson SS - 22 Vince Newsome FS Special Team - 5 Dale Hatcher P - 1 Mike Lansford K                                                                              |
| Legenda - I rookie sono in corsivo. - Il primo ruolo è il principale mentre gli eventuali successivi indicano i ruoli secondari. - (IR) sta per Injured Reserve ed indica la lista ristretta per un solo giocatore infortunato che può tornare ad allenarsi dopo la settimana 6 e a rientrare in prima squadra dopo che questa ha giocato 8 partite. - (NF-Inj.) / (NF-Ill.) stanno rispettivamente per Non-Football Injured e Non-Football Illness ed indicano le liste dove viene inserito un giocatore che ha un infortunio o una malattia non dipendente dal football americano. - (PUP) sta per Physically Unable to Perform ed indica la lista dove viene inserito un giocatore mentre è in attesa di recuperare la condizione fisica. Nella stagione regolare dopo la sesta partita giocata dalla propria squadra, il giocatore ha tempo tre settimane per riprendere ad allenarsi, più tre settimane aggiuntive dal suo rientro agli allenamenti per rientrare in prima squadra. |

## Calendario
| Calendario              |                         |           |      |           |        |                               |
| Turno                   | Avversario              | Risultato | Rams | Avversari | Record | Stadio                        |
| 1                       | Denver Broncos          | V         | 20   | 16        | 1–0    | Anaheim Stadium               |
| 2                       | at Philadelphia Eagles  | V         | 17   | 6         | 2–0    | Veterans Stadium              |
| 3                       | at Seattle Seahawks     | V         | 35   | 24        | 3–0    | Kingdome                      |
| 4                       | Atlanta Falcons         | V         | 17   | 6         | 4–0    | Anaheim Stadium               |
| 5                       | Minnesota Vikings       | V         | 13   | 10        | 5–0    | Anaheim Stadium               |
| 6                       | at Tampa Bay Buccaneers | V         | 31   | 27        | 6–0    | Tampa Stadium                 |
| 7                       | at Kansas City Chiefs   | V         | 16   | 0         | 7–0    | Arrowhead Stadium             |
| 8                       | San Francisco 49ers     | S         | 14   | 28        | 7–1    | Anaheim Stadium               |
| 9                       | New Orleans Saints      | V         | 28   | 10        | 8–1    | Anaheim Stadium               |
| 10                      | at New York Giants      | S         | 19   | 24        | 8–2    | Giants Stadium                |
| 11                      | at Atlanta Falcons      | S         | 14   | 30        | 8–3    | Atlanta–Fulton County Stadium |
| 12                      | Green Bay Packers       | V         | 34   | 17        | 9–3    | Anaheim Stadium               |
| 13                      | at New Orleans Saints   | S         | 3    | 29        | 9–4    | Louisiana Superdome           |
| 14                      | at San Francisco 49ers  | V         | 27   | 20        | 10–4   | Candlestick Park              |
| 15                      | St. Louis Cardinals     | V         | 46   | 14        | 11–4   | Anaheim Stadium               |
| 16                      | Los Angeles Raiders     | S         | 6    | 16        | 11–5   | Anaheim Stadium               |
| Divisional Playoff      | Dallas Cowboys          | V         | 20   | 0         | 12–5   | Anaheim Stadium               |
| Conference Championship | at Chicago Bears        | S         | 0    | 24        | 12–6   | Soldier Field                 |

## Classifiche
| NFC West               |    |    |   |      |     |      |     |     |     |
|                        | V  | S  | P | %    | DIV | CONF | PF  | PS  | STR |
| Los Angeles Rams(2)    | 11 | 5  | 0 | .688 | 3–3 | 8–4  | 340 | 277 | S1  |
| San Francisco 49ers(5) | 10 | 6  | 0 | .625 | 4–2 | 7–5  | 411 | 263 | V2  |
| New Orleans Saints     | 5  | 11 | 0 | .313 | 2–4 | 5–7  | 294 | 401 | S3  |
| Atlanta Falcons        | 4  | 12 | 0 | .250 | 3–3 | 4–8  | 282 | 452 | V2  |

## Statistiche

### Passaggi
| Giocatore    | Gare | Completi | Tentati | Yard | Touchdown | Int. | Rating |
| Dieter Brock | 15   | 218      | 365     | 2658 | 16        | 13   | 82.0   |
| Jeff Kemp    | 5    | 16       | 38      | 214  | 0         | 1    | 49.7   |

### Corse
| Giocatore      | Gare | Tentate | Yard | Touchdowns | Max |
| Eric Dickerson | 14   | 292     | 1234 | 12         | 43  |
| Barry Redden   | 14   | 87      | 380  | 0          | 41  |
| Charles White  | 16   | 70      | 310  | 3          | 32  |
| Dieter Brock   | 15   | 20      | 38   | 0          | 13  |
| Lynn Cain      | 7    | 11      | 46   | 0          | 9   |
| Mike Guman     | 8    | 11      | 32   | 0          | 6   |
| Jeff Kemp      | 5    | 5       | 0    | 0          | 3   |
| Henry Ellard   | 16   | 3       | 8    | 0          | 16  |
| Ron J. Brown   | 13   | 2       | 13   | 0          | 9   |
| Steve Dils     | 15   | 2       | −4   | 0          | −2  |

### Ricezioni
| Giocatore       | Ricezioni | Yard | Touchdown | Max |
| Henry Ellard    | 54        | 811  | 5         | 64  |
| Tony Hunter     | 50        | 562  | 4         | 47  |
| David Hill      | 29        | 271  | 1         | 37  |
| Bobby Duckworth | 25        | 422  | 3         | 42  |